# گاوگوزن سنگالی
گاوگوزن سنگالی (نام علمی: Damaliscus korrigum korrigum) نام یک زیرگونه از سرده شاخ‌چنگی است.